# ایستگاه ریکمنزوورث
ایستگاه ریکمنزوورث (انگلیسی: Rickmansworth station) یکی از ایستگاه‌های خط متروپولیتن متروی لندن و خط لندن تا آیلزبری راه‌آهن انگلستان است.
این ایستگاه که در ریکمنزوورث قرار دارد در سال ۱۹۲۵ میلادی تأسیس شده است.

## نگارخانه

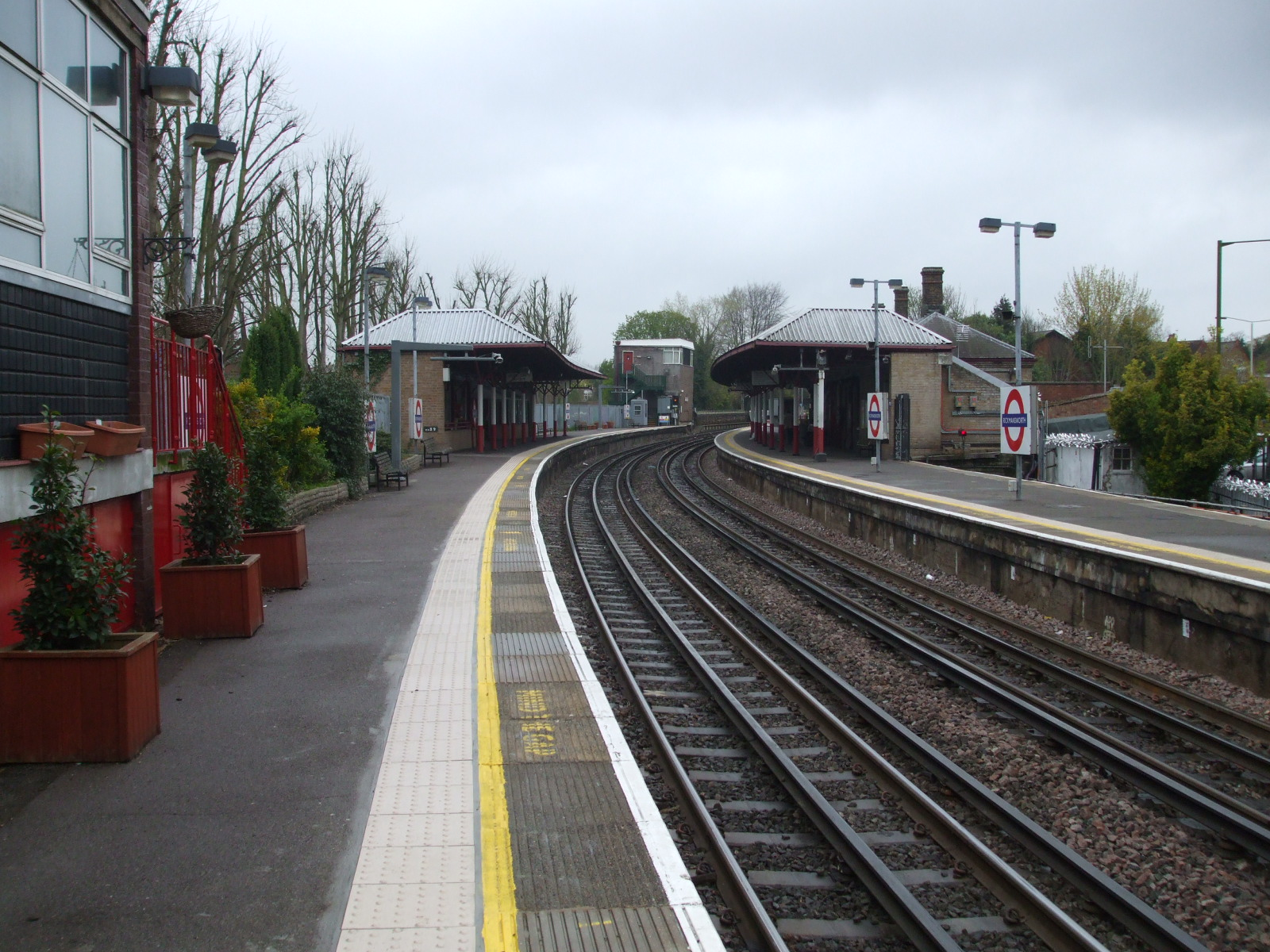
سکو شمالی
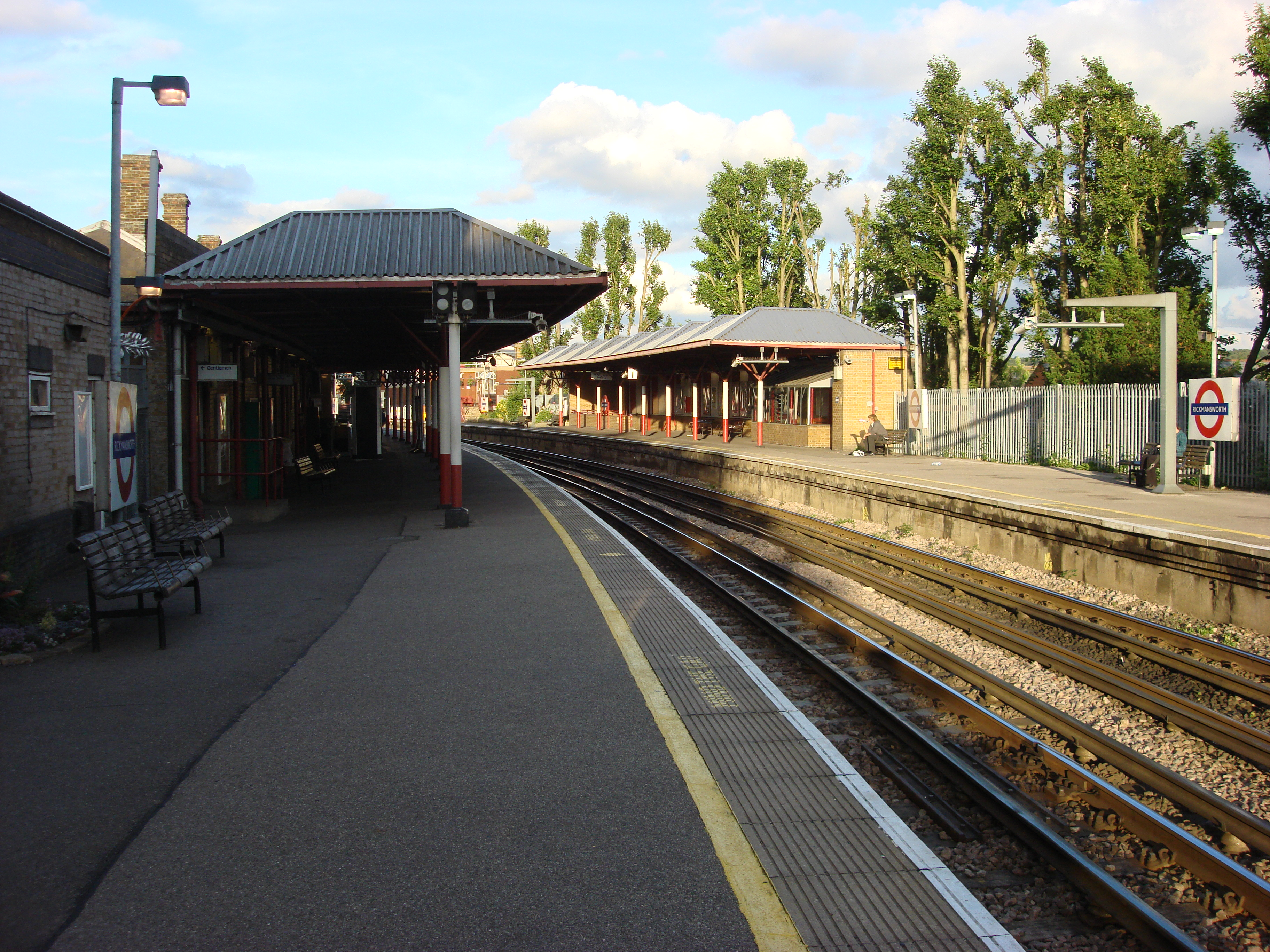
سکو جنوبی
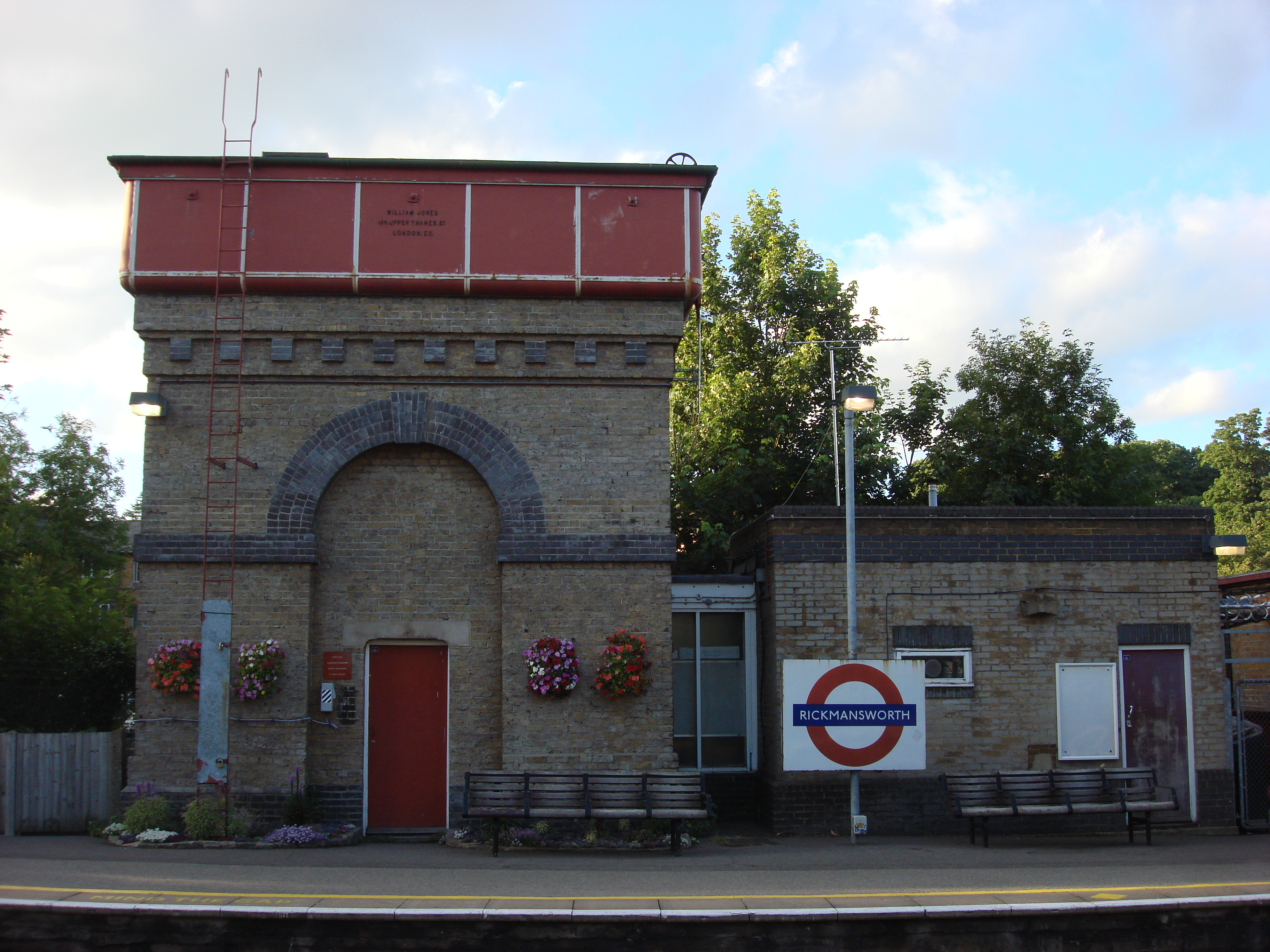
Water tower
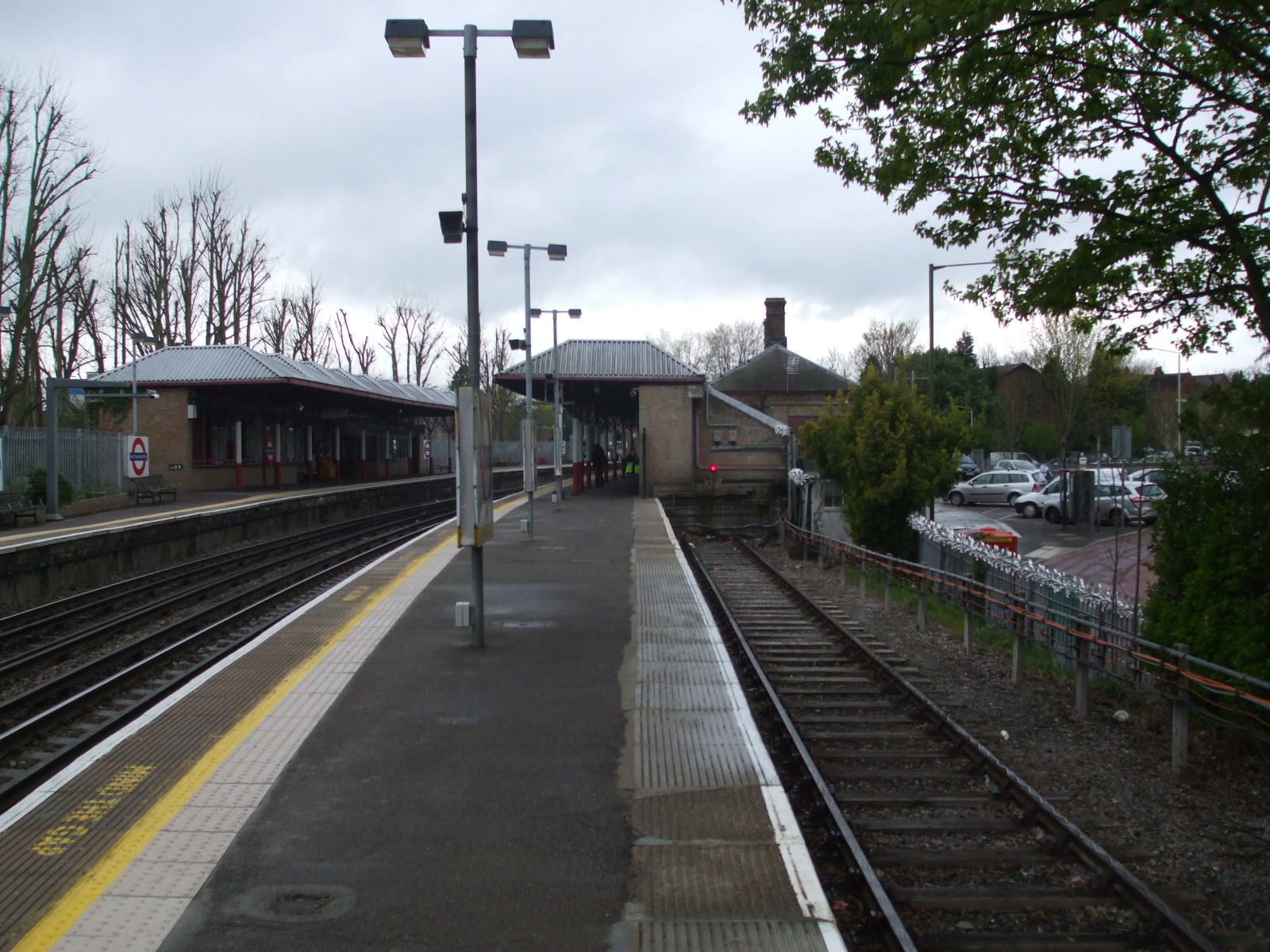
Former bay platform for Watford shuttle trains